# Dominació (sociologia)
La dominació és aquella situació a la qual un individu o grup és a la posició d'imposar (vegeu Autoritat) a un altre individu o grup (vegeu Submissió a l'autoritat) alguna de les seves idees, creences, veritats, suposicions, punts de vista, normes, regles o lleis; per qualsevol mitjà, incloent la força física i la dominació econòmica. Per a Max Weber és l'oportunitat de trobar persones determinades que estiguin disposades a obeir una ordre de determinat contingut. Formes de dominació són, per exemple, el sotmetiment d'una nació sobre una altra, que la domina, i el d'un poble per part d'un sobirà dominador. Està relacionada amb la lluita de classes, l'exclusió i la discriminació social.
En política econòmica, l'abús de posició dominant és la influència a l'estructura d'un mercat per part d'una empresa o organització. Per a François Perroux, la dominació caracteritza la situació a la qual una entitat econòmica determinada mobilitza al seu profit elements per mitjà dels quals, asimètricament, pot influenciar de manera intensa i sostinguda al llarg del temps als altres actors que participen en el mateix mercat, incloent els ciutadans. Relaciona les diferents formes de domini i desarticulació de les entitats financeres amb la desatenció ciutadana per part de l'Estat i amb la manca d'autonomia ciutadana per a poder-se desenvolupar amb llibertat. D'altra banda, la mateixa societat de classes es basa en el domini d'unes classes socials sobre unes altres per mitjà de la producció, que implica la propietat o explotació d'elles, l'administració i la comunicació, entre d'altres.
El paradigma de la dominació, que dona importància a l'individu que sobresurt per sobre dels altres, ha estat històricament el model tradicional majoritari a Europa. Es basa en una visió del món on cadascú té un valor i cal ser el millor, el més ràpid, el més fort, el més bell o el més ric per a ser valuós. Socialment es basa en la jerarquia: els més valuosos dominen els inferiors i la manera d'aconseguir llibertat i autonomia és estar al damunt de la piràmide de poder, dominant els altres. L'ordre social resultant es caracteritza així per l'explotació i dominació d'uns grups sobre altres, que veuen com a "natural" la situació a la que viuen i no com a processos històrics de creació de relacions dominants. (Vegeu també Dominació del món) En moltes cultures, el model de dominació competeix amb el de cooperació, al qual tothom és diferent i té el mateix valor.
En els sistemes patriarcals, la dominació masculina és el poder de l’home sobre la dona i altres posicions de gènere subordinades, que es pot expressar en diferents formes de violència, incloent-hi la simbòlica. La dominació masculina té com a base la diferenciació i estereotipació dels rols femenins i masculins, sistema segons el qual els homes són considerats subjectes i, les dones, objectes o subjectes passius. En aquest sistema de relacions, la dominació masculina és legitimada i justificada per la visió androcèntrica pròpia dels sistemes patriarcals.

## Etimologia
La paraula catalana "dominació" prové del llatí domĭnatiōne, que té el mateix significat.

## Tècniques de dominació
El psicòleg social noruec Berit As analitzà les tècniques de dominació:
- Invisibilitzar: si una persona no és escoltada és més fàcil que deixe de parlar.
- Ridiculització: burlar-se mitjançant comentaris, insults i acudits o comunicació no verbal que donen a entendre que una persona és inepta. La gent segueix el corrent a aquestes conductes per a evitar ser objecte de les burles.
- Ocultació de la informació: qui posseïx informació important pot exercir poder i influència. Impliquen una desigultat de poder respecte qui no accedeix a aquesta informació.
- Doble càstig: implica que independentment que faça la persona dominada, tot està mal.
- Vergonya i culpa: la provocació d'aquests sentiments és una ferramenta d'opressió.
- Deshumanització: tindre en compte solament l'aspecte físic o incloure una persona de manera simbòlica en compte pels seus mèrits.
- Violència i amenaça de violència: la por a ser violentat és un factor crucial que limita el comportament.

## Dominació masculina
A la majoria de societats patriarcals basades en el paradigma de la dominació es nega a les dones que puguin tenir una visió del món diferent a la dels homes. La dominació masculina és una de les formes de violència simbòlica envers les dones que consisteix en una forta asimetria entre els rols de gènere explícits o implícits, conscients i inconscients, en una societat masculinitzada. Inclou una economia de béns simbòlics a la qual l'home és un subjecte que produeix béns productius considerats valuosos (vegeu Capitalisme) mentre que la dona és un objecte (vegeu Cosificació de la dona) anònim, considerat de poc valor. La força o dominació masculina es basa en la separació de rols femení i masculí i en que a aquest darrer no li cal mai justificació, ja que en una societat amb un punt de vista androcèntric és vista com la neutra i normal (vegeu Universalisme masculí).
El patriarcat és el poder de l'home sobre la dona. La paraula "masclisme" es va crear per a designar qualsevol tipus d'opinió, disposició o pràctica que diferencia de manera negativa el fet de ser dona i, en el cas dels homes, afecta també a aquells que pels seus gustos, manera de ser o de fer no compleixen les normes i comportaments suposadament adscrits a la "masculinitat" estàndard (rol masculí) d'una comunitat o societat.